# Éducation classique
L'éducation classique, telle qu'elle a été interprétée et enseignée au Moyen Âge de la civilisation occidentale, est en partie fondée sur le concept de la Paideia de la Grèce antique. La civilisation chinoise a connu une période d'éducation classique totalement différente, fondée principalement sur le Confucianisme et le Taoïsme. Cet article ne traite que de la vision occidentale de l'éducation classique.

## Vision d'ensemble
La terminologie de notre éducation actuelle vient en grande partie de l'éducation classique en accord avec le développement spécifique de chaque étudiant.
L'éducation primaire enseigne aux étudiants la manière d'apprendre.
Ensuite, l'éducation secondaire enseigne un cadre conceptuel qui contient toute la connaissance humaine (histoire), que l'on remplit avec les faits et pratiques des champs principaux de la connaissance, et avec lequel on développe les compétences des principales activités humaines
Enfin, l'éducation supérieure prépare à un métier intellectuel, par exemple dans les domaines juridiques, théologiques, médicaux ou scientifiques.

### Éducation primaire
L'éducation primaire prend aussi le nom de trivium, et couvre la grammaire, la dialectique et rhétorique.
La logique et la rhétorique sont souvent enseignées selon la méthode Socratique, dans laquelle l'enseignant soulève des questionnements qui sont alors discutés en classe. En contrôlant le rythme, l'enseignant anime sa classe, tout en la disciplinant.

#### Grammaire
La grammaire comprend les compétences langagières telles que la lecture et les mécanismes de l'écriture. Un des buts premiers de la grammaire est d'acquérir du vocabulaire et de gérer des concepts afin d'être capable d'exprimer ses idées et de comprendre des notions de complexité diverse. Les plus jeunes étudiants peuvent apprendre par cœur à l'aide de comptines et de chants. On fait référence à leur esprit en parlant d'"éponge", parce qu'il absorbe aisément un grand nombre de faits. L'éducation classique inclus traditionnellement l'étude du Latin et du Grec ancien, qui permet de renforcer l'apprentissage de la grammaire, ainsi que le travail sur le langage. Les étudiants lisent alors les Classiques de la Civilisation occidentale dans le texte. À l'heure actuelle, dans le cadre d'une éducation classique, cette période concerne le troisième cycle de l'enseignement primaire.

#### Logique
La logique (la dialectique) est l'art du raisonnement. Son enseignement se fonde sur les traités de la logique aristotélicienne, l'Organon. À l'heure actuelle, cette étape logique (ou étape dialectique) se réfère aux étudiants du secondaire, qui ont atteint la maturité nécessaire pour se poser des questions sur l'autorité et les idées, et apprécient le débat et l'argumentation. La pratique de la logique permet aux étudiants d'examiner des arguments d'un œil critique et d'analyser les leurs.

#### Rhétorique
La Rhétorique (orale ou écrite) est enseignée aux étudiants les plus âgés, qui possèdent les concepts et la logique nécessaire à l'autocritique et à la persuasion des autres. Selon Aristote, « la rhétorique est la contrepartie de la dialectique ». La rhétorique est l'art et la science de la persuasion.
L'étudiant a appris à raisonner correctement à l'étape de la Logique, il peut appliquer ses compétences à la rhétorique. La lecture des poètes classiques, tels qu'Ovide lui permet d'apprendre à présenter ses arguments.

### Éducation secondaire
L'éducation secondaire, appelée aussi quadrivium ou « quatre voies (ou sciences) », comprend traditionnellement  l'astronomie, l'arithmétique, la musique et la géométrie, habituellement celle d'Aristote et d'Euclide. Quelquefois, on enseignait aussi l'architecture, à partir des travaux de Vitruve.
L'histoire était enseignée afin de fournir un contexte et d'en montrer le développement politique et militaire. Les textes classiques étaient tirés d'auteurs anciens, tels que Cicéron et Tacite.
L'étude des biographies, notamment à partir du livre "Vies parallèles des hommes illustres" de Plutarque, faisait aussi partie intégrante du cursus. Les biographies permettent de situer les comportements et les choix des personnalités, en contexte. Lorsque des textes plus modernes apparurent, ils furent ajoutés au programme d'étude.
Au Moyen Âge, les matières suivantes étaient étudiées : histoire, science naturelle, comptabilité, commerce, arts (au moins deux, l'un pour amuser ses compagnons, l'autre pour décorer son domicile), stratégie militaire et tactiques militaires, ingénierie, agronomie et architecture.
Toutes ces matières étaient vues à travers l'histoire. Ainsi, pour une éducation classique parfaite, l'histoire était vue trois fois : la première fois pour apprendre la grammaire (les concepts, la terminologie et les compétences), la seconde pour la logique (comment ces éléments peuvent s'assembler entre eux), et finalement la rhétorique, qui permet de créer de bons objets utiles à l'humanité qui satisfont aux deux premiers concepts.
L'histoire est le cadre conceptuel qui lie toutes les matières. Un enseignant compétent utilise un contexte historique adapté à chaque étape, déclenchant les questions appropriées et donnant les réponses en accord avec l'âge du participant, aidant chacun à comprendre les actions et les motifs des personnalités du passé. La méthode "question/réponse" est appelée "dialectique" et permet d'être enseigné selon la méthode Socratique.
Les éducateurs classiques considèrent la méthode socratique comme la meilleure manière de développer la pensée critique. Les discussions et critiques à l'intérieur de la classe sont essentielles pour reconnaître et intérioriser les techniques de raisonnement critique. Cette méthode est largement utilisée pour l'enseignement de la loi et de la philosophie, elle reste rare dans d'autres matières. Voici comment cela se passe : l'enseignante arbitre la discussion des étudiants, pose des questions directrices, et peut se référer à des faits, mais ne donne jamais de conclusion avant qu'un étudiant ne l'ait atteint par lui-même. L'enseignement est durable lorsque les étudiants discutent vigoureusement, même brutalement, dans la mesure où les règles du bon raisonnement sont suivies. Ainsi, les sophismes seront rejetés par le professeur.
En finalisant un projet dans chaque matière principale, l'étudiant peut développer une préférence personnelle afin de choisir par la suite une formation professionnelle.

### Éducation supérieure
L'éducation supérieure était habituellement l'apprentissage d'une profession. La plupart du temps, l'apprenti menait les affaires du maitre en lieu et place de celui-ci. Cependant, la philosophie et la théologie étaient largement enseignées au sein des Universités.
Les plus anciennes biographies de nobles nous montrent l'ultime forme de l'éducation classique : le tuteur. L'un des premiers fut le tuteur d'Alexandre le Grand : Aristote.

## Interprétations modernes de l'éducation classique
L'essai de Dorothy Sayers (1893-1957) The Lost Tools of Learning, dans lequel elle décrit les trois étapes du trivium (grammaire, logique et rhétorique) comme étant des outils par lesquels l'étudiant peut analyser et maitriser tous les autres sujets, sera le déclencheur du renouveau de l'éducation classique.
The Well-Trained Mind: A Guide to Classical Education at Home  de Jessie Wise et Susan Wise Bauer, est la référence actuelle de l'éducation classique, notamment au sein des familles pratiquant l'Instruction à la maison. Ce livre en anglais comprend une histoire de l'éducation classique, une vue d'ensemble de la philosophie et de la méthodologie, et des listes annotées de livres adéquats, classés par âges et sujets.
Marva Collins a enseigné avec succès auprès d'enfants dits « en difficulté » ou « en retard », avec une méthode d'éducation classique.
Le Dr George Bugliarello pense que les thèmes abordés par l'éducation classique sont inadaptés à notre société contemporaine. La science et la technologie doivent être enseignées puisqu'elles font partie intégrante de nos vies, ce qui n'était pas le cas dans l'Antiquité. Il prône un rapprochement de la science, de l'ingénierie et des humanités afin d'équilibrer la balance entre ce qui peut être fait et ce qui doit être fait, entre les désirs de l'humanité et les conséquences pour notre terre, entre notre pouvoir toujours grandissant sur la maîtrise de notre environnement et le danger toujours présent de détruire notre système écologique.
Les professeurs de philosophie Mortimer Adler et Robert Hutchins, tous deux de l'Université de Chicago, se sont distingués dans les années 1930 en proposant de recentrer l'éducation autour des "Grandes œuvres" de la civilisation occidentale. Bien que les grands classiques soient à cette époque largement répandus, on leur reprochait de ne pas être en phase avec l'époque. Adler et Hutchins ont cherché à étendre le standard des " œuvres classiques" à des textes plus modernes. Tous ces textes furent ensuite publiés dans une seule et même collection de 54 volumes ayant pour titre Great Books of the Western World. Cette collection fut populaire dans les années 1950, mais son impact a décliné 10 ans plus tard. À l'heure actuelle, la collection est toujours publiée, et d'autres thèmes y ont été ajoutés, afin de prendre en compte l'évolution de notre société, comme les droits civiques, l'environnement, les discussions sur l'assimilation et le multiculturalisme.
Il existe aussi des groupes associatifs et des organisations professionnelles qui prennent très au sérieux l'approche classique en éducation. Parmi les associations du mouvement d'éducation classique catholique, David Hicks, auteur de Norms and Nobility, la Society for Classical Learning, l' Association of Classical and Christian Schools, et le CiRCE Institute, créé par Andrew Kern, coauteur avec Gene Edward Veith du livre Classical Education: The Movement Sweeping America, jouent un rôle de leader.
Aux États-Unis, outre de nombreuses écoles secondaires, plusieurs universités ou collèges proposent un cursus classique.
Chacune de ces institutions utilisent à des degrés divers la collection des Great Books of the Western World, la méthode socratique étant privilégiée pour en favoriser l'apprentissage..
Il existe une autre tendance en éducation classique, fondée sur l'apprentissage du grec et du latin afin de lire les textes originaux des œuvres romaines ou grecques. Si le latin est enseigné dans certaines écoles, le grec reste très rare.

## Sources
- (en) Cet article est partiellement ou en totalité issu de l’article de Wikipédia en anglais intitulé « Classical education » (voir la liste des auteurs).